# Maksym Riabucha
Maksym Riabucha SDB (ur. 18 maja 1980 we Lwowie) – ukraiński biskup greckokatolicki obrządku bizantyjsko-ukraińskiego, w latach 2022–2024 egzarcha pomocniczy Doniecka, następnie od 2022 ordynariusz tego ezarchatu.

## Życiorys
Święcenia kapłańskie otrzymał 4 sierpnia 2007 w zakonie salezjanów. Był m.in. dyrektorem szkoły katechetycznej we Lwowie, oratorium salezjańskiego w Winnikach, przełożonym wspólnoty w Dniprze, odpowiedzialnym za duszpasterstwo akademickie w archieparchii kijowskiej, a także wykładowcą w greckokatolickim seminarium duchownym w Kijowie i wikariuszem przełożonego ukraińskiej wiceprowincji zakonnej.
Został wybrany biskupem pomocniczym egzarchatu donieckiego. 19 września 2022 papież Franciszek zatwierdził ten wybór i nadał mu stolicę tytularną Stephaniacum. 22 grudnia 2022 przyjął chirotonię biskupią z rąk arcybiskupa większego Światosława Szewczuka.
Synod biskupów Ukraińskiego Kościoła Greckokatolickiego wybrał go egzarchę donieckkiego. 17 października 2024 papież Franciszek zatwierdził ten wybór.